# TransAsia Airways
TransAsia Airways was een Taiwanese luchtvaartmaatschappij met haar thuisbasis in Taipei.

## Geschiedenis
TransAsia Airways werd opgericht in 1950 als Fu Shing Aviation. Vanaf 1951 werd de naam Foshing Airlines Air Transport en de laatste naamswijziging werd ingevoerd op 1 januari 1992. Na twee fatale crashes verkeerde het bedrijf in zwaar weer en trok de directie op 22 november 2016 de stekker uit het bedrijf.

## Bestemmingen
TransAsia Airways vloog naar de volgende vaste en charter bestemmingen:
- Cambodja
  - Siem Reap - Angkor International Airport
- China
  - Changsha - Huanghua International Airport
  - Chongqing - Jiangbei International Airport
  - Fuzhou - Changle International Airport
  - Guiyang - Guiyang Longdongbao International Airport
  - Hangzhou - Hangzhou Xiaoshan International Airport
  - Hefei -  Hefei Xinqiao International Airport
  - Nanning - Nanning Wuxu International Airport
  - Quanzhou - Quanzhou Jinjiang Airport
  - Shanghai - Pudong International Airport, Hongqiao International Airport
  - Tianjin - Binhai International Airport
  - Wuhan - Tianhe International Airport
  - Wuxi - Sunan Shuofang International Airport
  - Xiamen - Gaoqi International Airport
  - Xuzhou - Xuzhou Guanyin Airport
  - Yichang - Yichang Sanxia Airport
  - Zhangjiajie - Zhangjiajie Hehua Airport
- Japan
  - Asahikawa - Asahikawa Airport
  - Hakodate - Hakodate Airport
  - Okinawa - Naha Airport
  - Osaka - Kansai International Airport
  - Sapporo - New Chitose Airport
  - Tokyo - Narita International Airport
- MAC
  - Macau International Airport
- Zuid-Korea
  - Jeju - Jeju International Airport
- Taiwan
  - Hualien - Hualien Airport
  - Makung - Magong Airport
  - Kaohsiung - Kaohsiung International Airport
  - Kinmen - Kinmen Airport
  - Taichung - Taichung Airport
  - Taipei - Taiwan Taoyuan International Airport International hub, Songshan Airport Domestic hub
- Thailand
  - Bangkok - Suvarnabhumi Airport
  - Chiang Mai - Chiang Mai International Airport
  - Phuket - Phuket International Airport Charter

Vaste bestemmingen
- Cambodja - Phnom Penh International Airport
- China - Chengdu Shuangliu International Airport, Kunming Changshui International Airport
- Indonesië - Sam Ratulangi International Airport (Manado), Juanda International Airport (Surabaya)
- Japan - Ishigaki Airport, Kushiro Airport, Obihiro Airport
- Maleisië - Kota Kinabalu International Airport, Kuching International Airport
- Myanmar - Yangon International Airport
- Palau - Roman Tmetuchl International Airport
- Filipijnen - Cebu International Airport, Clark International Airport, Laoag International Airport, Ninoy Aquino International Airport (Manila)
- Singapore - Singapore Changi Airport
- Zuid-Korea - Gimhae International Airport (Busan), Muan International Airport (Kwangju), Yangyang International Airport
- Vietnam - Da Nang International Airport, Noi Bai International Airport (Hanoi)

### Codeshare overeenkomsten
Transasia Airways heeft codeshare overeenkomsten met de volgende maatschappijen:
- Shenzhen Airlines
- XiamenAir

## Incidenten en ongevallen
Op 4 februari 2015 stortte TransAsia Airways-vlucht 235, een ATR-72 met 58 personen aan boord, vlak na de start neer, het toestel had motorproblemen. 15 passagiers overleefden de crash.